# Famille Arrazola de Oñate
La famille Arrazola de Oñate est une famille contemporaine de la noblesse belge originaire d'Espagne. La famille est anoblie par charge anoblissante le 2 mai 1654 par l'archiduc Léopold-Guillaume et, après avoir été inscrit sur la première liste officielle des nobles avec titre de baron pour tous en 1816, a été l'objet des reconnaissances de noblesse au XXIe siècle.

## Histoire
La filiation espagnole prouvée se développe jusqu'en 1478, avec des mentions sporadiques par la suite au 14e siècle. La branche belge prend son départ lorsque Juan Alexandro Arrazola de Oñate (1573-1653) s'installe à Bruxelles dans la suite de l'archiduchesse Isabelle à la fin du XVIe siècle. 
Juan Alexandro y eut postérité, dont ses fils Marc Albert (1612-1674) et Jean-Jacques (1615-1688). Jean-Jacques qui fut secrétaire particulier de l’archiduc Léopold-Guillaume (1647-1656), conseiller au Conseil des Finances (1654), surintendant de la province de Hainaut (1675-1679; 1683-1684) et conseiller au Chambre des comptes de Brabant (1646), charge conférant noblesse héréditaire.
Après la chute de l'Ancien Régime, le fils cadet de la dernière branche subsistante a été nommé dans le corps équestre de Limbourg et reconnu dans la noblesse du royaume uni des Pays-Bas avec le titre de baron pour tous les descendants du nom en 1816 par le roi Guillaume I. Après l'extinction de cette branche cadette en 1905 signalée par le baron Fernand de Ryckman de Betz dans son armorial de 1957, d'autres reconnaissances de noblesse ont suivi aux XXe et XXIe siècles pour les membres de la branche aînée.

## Alliances
La famille Arrazola de Oñate est alliée notamment aux familles : Heath, Bulteel de La Nieppe, Stochove, Marselaer, de Cordes, Snellinck de Betekom, Buggs of Bunny Park, Roper, de Marotte, della Faille, de Ryckewaert, van den Berghe de Limminghe, Happaert d'Olmen, Real, del Marmol, de Caumont de La Force, de Bosc du Bouchet, van Duerne de Damas, Brown, Stochove, de la Villette, de Piermans, de Vicq de Cumptich, Le Bailly de Tilleghem, van der Mandere, van den Berghe de Limminghe, de Succa, Le Roy, de Nicolartz, de Fierlant, Covernils, von Dalwigk-Lichtenfels, van den Berghe de Limminghe, de Pascale, de Lardenois de Ville, van Honsteyn, von Wydenbruck-Loö, etc.